# Paracles fosteri
Paracles fosteri är en fjärilsart som beskrevs av George Francis Hampson 1905. Paracles fosteri ingår i släktet Paracles och familjen björnspinnare. Inga underarter finns listade i Catalogue of Life.